# شهرستان یانگ
شهرستان یانگ (به لاتین: Yang County) یک شهرستان‌های جمهوری خلق چین در چین است که در هانژونگ واقع شده‌است. شهرستان یانگ  ۴۴۰٬۰۰۰ نفر جمعیت دارد.